# Rasputin (Lied)
Rasputin ist ein Popsong der deutschen Discogruppe Boney M. aus dem Jahr 1978, in dem sie das Leben des russischen Wanderpredigers und Geistheilers Grigori Rasputin thematisierten. Er erschien als Single gemeinsam mit dem Titel Painter Man und basierte auf dem Song Dance with the Devil von Cozy Powell. Die Single wurde ein Nummer-eins-Hit in den deutschen und österreichischen Singlecharts und war international erfolgreich.

## Hintergrund und Veröffentlichung
Das Lied wurde von Farian für sein Bandprojekt Boney M. aufgenommen und erschien im August 1978 als Single der Plattenfirma Hansa International gemeinsam mit dem Lied Painter Man, einer Coverversion des 1966 von der Band The Creation veröffentlichten Titels. Beide Lieder erschienen zudem auf dem Album Nightflight to Venus, das Hansa ebenfalls 1978 veröffentlichte.

## Kommerzieller Erfolg

### Chartplatzierungen
Die Single Rasputin / Painter Man stieg erstmals am 4. September 1978 auf Platz 49 in die deutschen Singlecharts ein und hielt sich dort insgesamt 20 Wochen, wobei sie am 9. Oktober des Jahres auf den Platz eins der Charts stieg. Am 15. Januar 1979 wurde es zum letzten Mal in den Charts auf Platz 48 verzeichnet. In Österreich kam die Single am 15. Oktober 1978 in die Hitparade und stieg direkt auf Platz 2 sowie einen Monat später auf die Spitzenposition. Sie verblieb einen Monat auf Platz 1 und war insgesamt 4 Monate in den Charts bis zur letzten Notierung am 15. Januar 1979. In der Schweiz war die Single ab dem 16. September 1978 vertreten und stieg an Position 12 ein, sie verblieb insgesamt 11 Wochen in der Hitparade und erreichte mit Platz 2 für zwei Wochen ihre höchste Platzierung. In den britischen Charts war Rasputin ab dem 7. Oktober 1978 vertreten und stieg dort bis auf Platz 2, insgesamt verblieb der Titel dort 10 Wochen. Boney M. erreichte mit der Single zum sechsten Mal die deutschen Singlecharts und zugleich zum sechsten Mal die Chartspitze. Es war zudem nach Rivers of Babylon / Brown Girl in the Ring die zweite Single aus dem Album Nightflight to Venus, die erschien und bis an die Chartspitzen in Deutschland und Österreich stieg.
| ChartsChartplatzierungen     | Höchstplatzierung | Wochen |
| ---------------------------- | ----------------- | ------ |
| Deutschland (GfK)            | 1 (20 Wo.)        | 20     |
| Österreich (Ö3)              | 1 (16 Wo.)        | 16     |
| Schweiz (IFPI)               | 2 (11 Wo.)        | 11     |
| Vereinigtes Königreich (OCC) | 2 (10 Wo.)        | 10     |

| ChartsJahrescharts (1979) | Platzierung |
| ------------------------- | ----------- |
| Deutschland (GfK)         | 50          |
| Österreich (Ö3)           | 17          |
| Schweiz (IFPI)            | 17          |

### Auszeichnungen für Musikverkäufe
| Land/Region                  | Auszeichnungen für Musikverkäufe (Land/Region, Auszeichnung, Verkäufe) | Verkäufe  |
| ---------------------------- | ---------------------------------------------------------------------- | --------- |
| Australien (ARIA)            | Platin                                                                 | 70.000    |
| Italien (FIMI)               | Gold                                                                   | 50.000    |
| Japan (RIAJ)                 | —                                                                      | 160.000   |
| Kanada (MC)                  | Platin                                                                 | 150.000   |
| Niederlande (NVPI)           | Gold                                                                   | 100.000   |
| Spanien (Promusicae)         | Gold                                                                   | 30.000    |
| Vereinigtes Königreich (BPI) | Platin                                                                 | 600.000   |
| Insgesamt                    | 3× Gold · 3× Platin ·                                                  | 1.160.000 |

## Coverversionen
Rasputin wurde zahlreich gecovert, in der Regel auf Samplern mit Partyhits. Erste, meist instrumentale, Coverversionen erschienen bereits im selben Jahr von Cliff Carpenter und seinem Orchester, James Last, Günter Noris, Klaus Wunderlich, Hugo Strasser und seinem Tanzorchester sowie weiteren Künstlern und Ensembles. De Strangers coverten das Lied ebenfalls 1998 auf Niederländisch als Igor Stroganoff und Stein, Gro Anita, Dag Spantell auf Norwegisch. Auf Finnisch erschien eine Version von den Sleepy Sleepers und von Merja Lehtinen, beide 1979.
Weitere Coverversionen stammen etwa von Michael Zager (1990), Billy Moffet’s Playboy Club (1994), Dr. Bajan feat. N. Pavlenko & A. Fecová (2005, auf Russisch) oder Nancy & Robert (2007). Die Bands Turisas und Ten Masked Men veröffentlichten zudem Metalversionen des Liedes im Jahr 2007. 2021 veröffentlichte der britische DJ Majestic eine Coverversion, bei der Boney M. selbst als Gastinterpret beteiligt ist. Ebenfalls 2021 wurde Rasputin von der norwegischen Sängerin Aurora gecovert.

## Belege
1. ↑  
Boney M. – Rasputin / Painter Man bei Discogs, abgerufen am 6. September 2021.
2. ↑  
The Creation – Painter Man bei Discogs, abgerufen am 6. September 2021.
3. ↑  
Boney M. – Nightflight to Venus bei Discogs, abgerufen am 6. September 2021.
4. 1 2  
Boney M. – Rasputin. In: offiziellecharts.de. Abgerufen am 6. September 2021.
5. ↑  
Boney M. – Rasputin. In: chartsurfer.de. Abgerufen am 6. September 2021.
6. 1 2  
Boney M. – Rasputin. In: austriancharts.at. Abgerufen am 6. September 2021.
7. 1 2  
Boney M. – Rasputin. In: hitparade.ch. Abgerufen am 6. September 2021.
8. 1 2  Boney M. In: officialcharts.com. Abgerufen am 6. September 2021 (englisch).
9. ↑  
Boney M. In: chartsurfer.de. Abgerufen am 31. August 2021.
10. ↑  Top 100 Single-Jahrescharts: 1978. In: offiziellecharts.de. Abgerufen am 6. September 2021.
11. ↑  Jahreshitparade Singles 1978. In: austriancharts.at. Abgerufen am 6. September 2021.
12. ↑  Schweizer Jahreshitparade 1979. In: hitparade.ch. Abgerufen am 6. September 2021.
13. ↑  
オリコンチャートブック〈LP編(昭和45年‐平成1年)〉. In: Tankobon Hardcover (Hrsg.): Oricon Chart Books. 1990, ISBN 4-87131-025-6 (japanisch, Inhalt online abrufbar).
14. 1 2 3  
Boney M. – Rasputin, Coverversionen auf cover.info; abgerufen am 6. September 2021.
15. 1 2  Chartquellen (Majestic x Boney M.): DE AT CH UK
16. ↑  AURORA - Rasputin (Boney M cover - acoustic / live). Abgerufen am 10. September 2021 (deutsch).